# Дворец принца Генриха
Дворец принца Генриха (нем. Palais des Prinzen Heinrich) — историческое здание в центре Берлина на Унтер-ден-Линден, 6. В настоящее время дворец принца Генриха является основным зданием Берлинского университета.
Дворец был построен по распоряжению короля Пруссии Фридриха II и предназначался для его младшего брата Генриха. Проект был разработан Иоганном Бауманом, использовавшем предварительные эскизы Георга Венцеслауса фон Кнобельсдорфа, которые тот подготовил для предполагавшейся на этом месте королевской резиденции в масштабном комплексе Форум Фридерицианум. Строительством, начавшимся в 1748—1749 годах и прерывавшимся в период Семилетней войны, руководил Карл Людвиг Гильдебрандт.
В 1809 году дворец был передан королём Фридрихом Вильгельмом III недавно основанному Берлинскому университету и подвергся перестройке под новые функции. Дополнительные постройки были возведены также в 1913—1920 годах под руководством архитектора Людвига Хофмана.
Здание получило значительные повреждения во время Второй мировой войны, в основном в ходе бомбардировок 24 ноября 1943 и 19 июля 1944 года. Восстановление здания проходило в два этапа: в 1947—1954 и 1958—1962 годах, в восстановленном здании удалось сохранить лишь считанные оригинальные архитектурные детали.